# Zoltán Sebescen
Zoltán Sebescen (ur. 1 października 1975 w Ehingen (Donau)) – niemiecki piłkarz pochodzenia węgierskiego występujący na pozycji pomocnika.

## Kariera klubowa
Sebescen zawodową karierę rozpoczynał w sezonie 1994/1995 w klubie Stuttgarter Kickers, grającym w Regionallidze Süd. W sezonie 1995/1996 awansował z zespołem do 2. Bundesligi. W Stuttgarter Kickers grał do 1999 roku. W sumie wystąpił tam w 73 ligowych meczach i zdobył w nich 5 bramek.
Latem 1999 roku podpisał kontrakt z pierwszoligowym VfL Wolfsburg. W Bundeslidze zadebiutował 24 września 1999 w zremisowanym 2:2 spotkaniu z Hamburgerem SV. 2 października 1999 w wygranym 3:1 pojedynku z Bayerem 04 Leverkusen strzelił pierwszego gola w trakcie gry w Bundeslidze.
W 2001 roku Sebescen odszedł do innego pierwszoligowego zespołu - Bayeru Leverkusen. Pierwszy ligowy mecz zaliczył tam 28 lipca 2001 przeciwko VfL Wolfsburg (2:1). W sezonie 2001/2002 wywalczył z zespołem wicemistrzostwo Niemiec. Wystąpił z nim także w finale Ligi Mistrzów, jednak Bayer przegrał tam 1:2 z Realem Madryt. Dotarł z nim również do finału Pucharu Niemiec, ale jego klub został tam pokonany 4:2 przez FC Schalke 04. W 2004 roku Sebescen zakończył karierę z powodu boreliozy.

## Kariera reprezentacyjna
Sebescen rozegrał jedno spotkanie w reprezentacji Niemiec. Był to towarzyski mecz przeciwko Holandii (1:2) rozegrany 23 lutego 2000.